# Noa Noa
Noa Noa war ein Tanzlokal in der mexikanischen Stadt Ciudad Juárez. Es befand sich nur wenige Häuserblocks von der Santa Fe Street Bridge entfernt, die die Grenzstadt mit ihrer US-amerikanischen Schwesterstadt El Paso verbindet. Das Lokal wurde 1964 eröffnet und 2004 durch einen Brand zerstört, der durch einen Kurzschluss hervorgerufen wurde.

## Lied
Überregionale Bekanntheit erlangte das Noa Noa durch den gleichnamigen Hit des mexikanischen Sängers Juan Gabriel, dessen Karriere dort 1966 ihren Anfang nahm und der dem Lokal mit seinem 1980 geschriebenen Lied ein Denkmal gesetzt hat. In dem Lied heißt es unter anderem: 

«Cuándo quieras tu, divertirte más y bailar sin fin, yo sé de un lugar que te llevaré y disfrutarás de una noche que nunca olvidarás.»

„Wenn du dich mal so richtig vergnügen und ohne Ende tanzen möchtest, führe ich dich an einen Ort, an dem du eine unvergessliche Nacht erleben wirst.“

 und weiter: 

«¿Quieres bailar esta noche? Vamos al Noa Noa, vamos a bailar. Este es un lugar de ambiente, donde todo es diferente. Donde siempre alegremente bailarás toda la noche ahí.»

„Möchtest du heute Nacht tanzen? Dann lass uns ins Noa Noa gehen. Es ist ein stimmungsvoller Ort, an dem alles anders ist. Jeder ist dort gut drauf und man kann die ganze Nacht durchtanzen.“

## Bedeutung des Namens
Die Wortkombination Noa Noa ist tahitianischen Ursprungs und bedeutet ‚wohlriechend‘ bzw. ‚duftend‘. Möglicherweise wurde der Name dem gleichnamigen Buchtitel des Malers Paul Gauguin entnommen, mit dem er dem französischen Publikum die geheimnisvolle Welt Tahitis näherbringen wollte und das er zugleich als Schlüssel für das Verständnis seiner Malerei sah.

## Nachahmungen
Die ursprüngliche Tanzbar in Ciudad Juárez bzw. vielmehr das ihr gewidmete Lied Juan Gabriels inspirierte Nachahmer in anderen Teilen der Welt, ihrem Lokal denselben Namen zu geben. So gibt es die Noa Noa Disco Bar in der kolumbianischen Hauptstadt Bogotá, die Noa Noa Lounge Bar in der ecuadorianischen Provinz El Oro und den Noa Noa Night Club in El Paso, Texas.